# Processionnaire de Bonjean
Thaumetopoea bonjeani
Espèce
La Processionnaire de Bonjean, Thaumetopoea bonjeani, est une espèce de lépidoptères (papillons) appartenant à la famille des Notodontidae, de la sous-famille des Thaumetopoeinae. L'appellation " Processionnaire de Bonjean " désigne la chenille, ces dernières se déplaçant en files comme d'autres chenilles processionnaires.
- Répartition : Maroc.
- Envergure du mâle : de 15 à 16 mm.
- Période de vol : de juillet à octobre.
- Habitat : forêts de cèdres.
- Plantes-hôtes : Cedrus.

## Source
- P.C.Rougeot, P. Viette, Guide des papillons nocturnes d'Europe et d'Afrique du Nord, Delachaux et Niestlé, Lausanne 1978.